# Morgan Heritage
Pour les articles homonymes, voir Morgan Heritage.
Morgan Heritage est un groupe de reggae roots jamaïcain. Morgan Heritage : pourrait se traduire par « l'héritage de Morgan » .
En effet, le groupe est constitué à la base par 8 des 29 enfants du chanteur de reggae jamaïcain Denroy Morgan (en) (1945-2022) : Denroy (Gramp), David, Jeff, Lukes, Memmalatel, Ray, Peter, et Una. Les enfants grandissent aux États-Unis, mais baignent, dès leur plus jeune âge, dans la culture jamaïcaine et les valeurs rasta.

## Biographie

### Des débuts difficiles
Bien que le petit groupe familial se soit fait rapidement repérer par le label MCA, en 1992 lors du Reggae Sunsplash de Montego Bay, en Jamaïque, les débuts de Morgan Heritage furent assez difficiles. En effet ils mirent deux ans à sortir leur premier album "MIRACLE" (1994) notamment à la suite de différends avec MCA qui leur impose alors leur couleur musicale. Dès sa sortie la critique fut assez dure parlant de cet album comme un album de reggae bon marché, aseptisé, sans âme. Ils reconnurent d'ailleurs eux-mêmes très rapidement que leur album ne correspondait pas à l'idée qu'ils se faisaient du reggae authentique.

### La naissance d'un groupe légendaire
À la suite de cet album le groupe effectue un retour aux sources en Jamaïque. Ils ne sont désormais plus que cinq : Una, Peter et Gramps au chant ; Luke à la guitare et Mr Mojo aux percussions. Le groupe est alors soudé comme jamais et leur musique devient plus spirituelle. Ils vont même jusqu'à s'inspirer des influences hip-hop et R&B de leur enfance passée aux États-Unis.
Ils évoluent maintenant en indépendants et enregistrent, en l'espace de 4 ans, 2 albums :
- « Protect Us Jah » : qui sort en 1997 chez [VP Records] produit par Bobby "Digital" Dixon.
Cet album réunissait du roots conscious ("Exalt Jah" ou "What Man Can Cry"), du lovers rock avec des titres comme "Let's Make Up" et"Me or You".
- « One Calling » : qui sort en 1998 produit par Llyod "King Jammy" James.
Enregistré simultanément, les deux albums ont été le déclic d'une reconnaissance du groupe par la communauté reggae de l'île, puis du monde entier. Dès lors ils collaborent avec d'autres géants de l'industrie musicale jamaïcaine tels que Philip « Fattis » Burrell, Donovan Germaine, Tony Rebel ou encore le légendaire saxophoniste, membre du Stim turban (le groupe de Pierpoljak), Dean Fraser.
- 1999 est l’année de la compilation « Morgan heritage and Friends » qui apparaît plus comme l’album d’une nouvelle génération d’artistes comme Military Man ou JahMali, bien que trois titres (dont un en combinaison avec Toots Hibbert soit de la Morgan Heritage Family.
La même année (1999), ils sortent un nouvel album « Don't Haffi Dread » qui finit de les asseoir définitivement sur la scène internationale, notamment en France en véhiculant des idées telles que la paix, l'amour, le sens de la famille et la confiance en soi. Cet album marqua le retour aux commandes de Bobbie Dixon, toujours sur VP Records. Un autre élément important de cette production en est le titre. En clair : « Pas besoin d'avoir des locks pour être un rasta». Cette position fit scandale, mais plaça les Morgan Heritage comme les leaders d’un reggae plus ouvert. L'album fut suivi d'une tournée.
Mais c'est réellement avec "More Teachings" en 2001, qu'ils vont pouvoir approfondir leur enseignement et partager leur apprentissage avec le public. Des tournées en Afrique, aux États-Unis et en Europe vont les rapprocher encore un peu plus de leurs origines et asseoir leur popularité auprès du public du monde entier.
Aujourd'hui la structure familiale des Morgan s'occupe aussi bien de l'artistique que de la production, du business et du management, ce qui leur permet notamment de produire "LMS", groupe formé des plus jeunes frères et sœurs Morgan :Laza, Miriam et Shy-Poo avec leur album, « Reality Check »(2000). Ils collaborent désormais avec les plus grands noms du reggae actuel tel que Luciano, Buju Banton, Capleton mais aussi avec des "vétérans" comme Toots Hibbert et Edi Fitzroy.
En 2008 le groupe se sépare pour se concentrer sur leurs projets solo. En se séparant le groupe précise qu'il n'est pas impossible qu'il se reforme dans le futur. 2013 marque le grand retour de Morgan Heritage avec la sortie de l'album « Here come the Kings ». S'ensuit plusieurs concerts avec, notamment, une tournée en Europe début 2014.
 Morgan Héritage est aujourd'hui un groupe incontournable dans le milieu du reggae, véhiculant la culture et les principes du rastafarisme, mettant en avant les valeurs familiales et produisant un reggae roots teinté d'accents modernes emprunté à la rue et issus de leur histoire.

## Discographie
- 1994 - MIRACLE (MCA)
- 1997 - PROTECT US JAH (VP Records)
- 1998 - ONE CALLING (VP Records)
- 1999 - MORGAN HERITAGE FAMILY AND FRIENDS VOLUME ONE
- 1999 - DONT HAFFI DREAD (VP Records)
- 2000 - LIVE IN EUROPE 2000 (VP Records)
- 2000 - FAMILY AND FRIENDS VOL 2
- 2001 - MORE TEACHINGS (VP Records)
- 2002 - MORGAN HERITAGE FAMILY AND FRIENDS VOLUME THREE'(Nocturne)
- 2003 - KNOW YOUR PAST (Heartbeat)
- 2003 - THREE IN ONE (VP Records)
- 2005 - FULL CIRCLE (VP Records)
- 2005 - LIVE IN SAN FRANCISCO (CRS)
- 2006 - ANOTHER ROCKAZ MOMENT: Live (VP Records)
- 2008 - MISSION IN PROGRESS   (VP Records)
- 2008 - CAUGHT UP
- 2009 - JOURNEY THUS FAR - BEST OF (VP Records)
- 2013 - HERE COME THE KINGS
- 2015 - STRICTLY ROOTS